# 圣本笃堂 (剑桥)

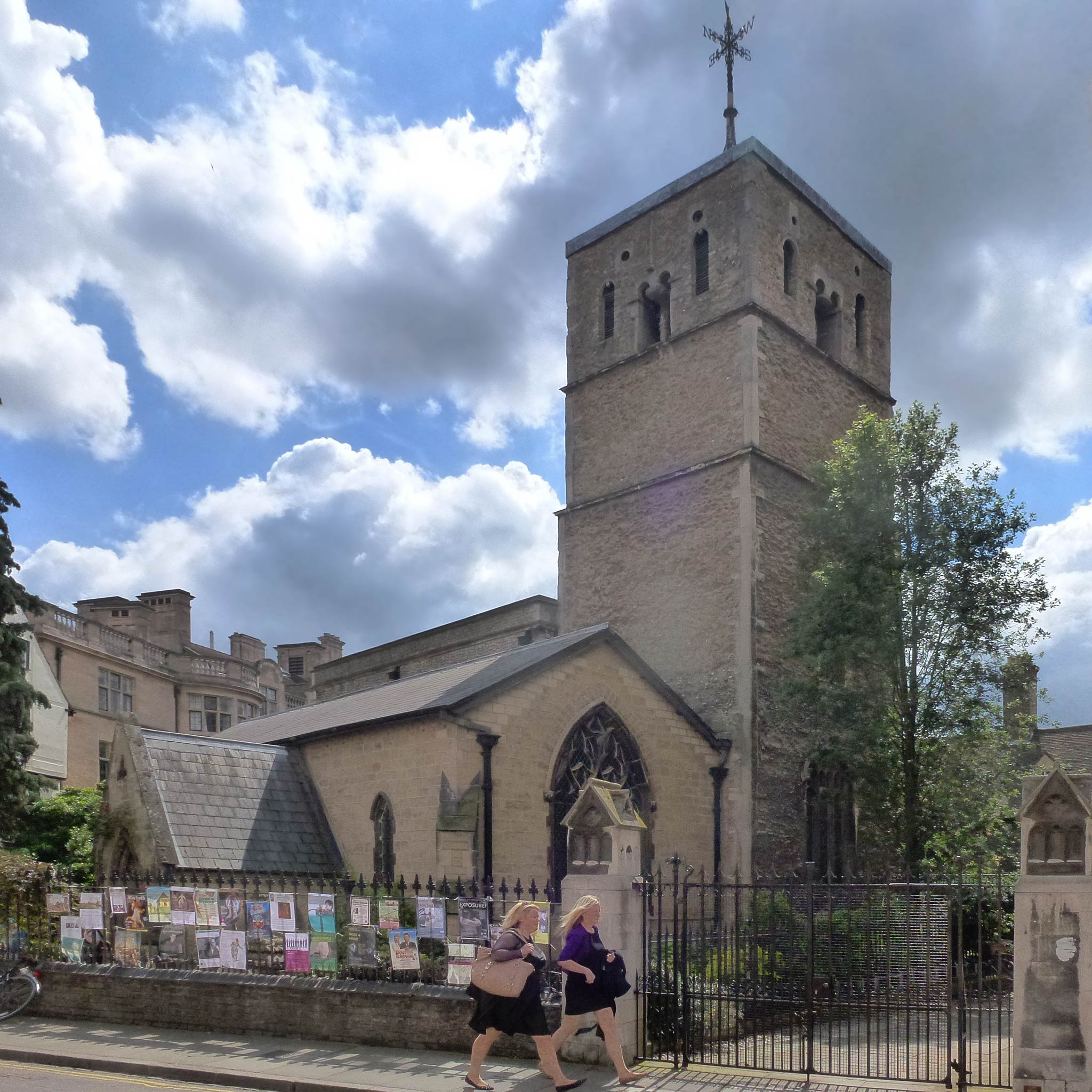
圣本笃堂

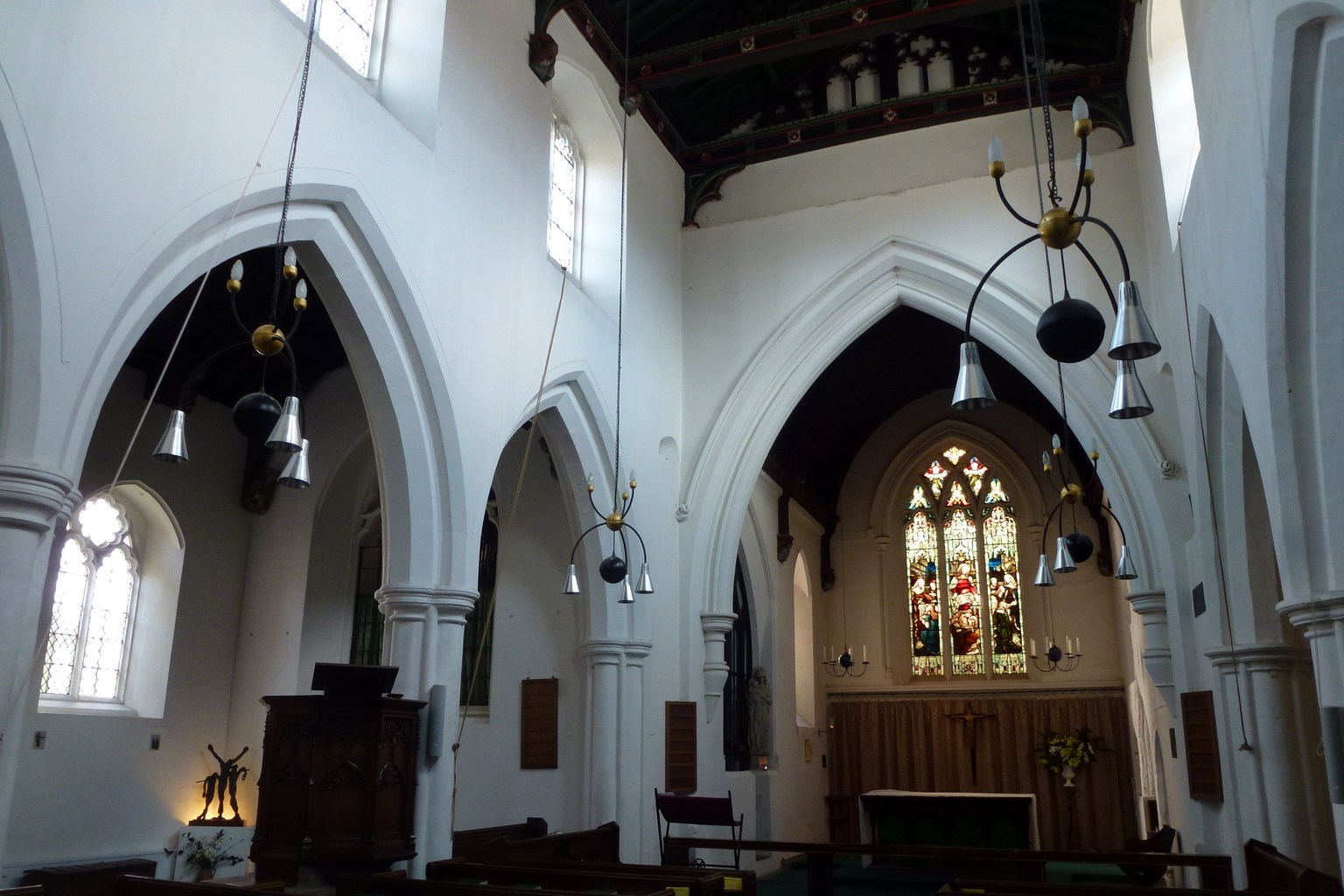
内部

圣本笃堂（英語：St Bene't's）是一座圣公会教堂，位于英国剑桥市中心，以其建于11世纪的安格鲁萨克森塔楼而著称。该教堂位于本笃街南侧，毗邻剑桥大学基督圣体学院，是剑桥现存最古老的建筑。
在1579年以前，该堂曾是校礼拜堂。
老鹰酒馆位于街北侧，教堂对面。1953年，弗朗西斯·克里克在此宣布他和詹姆斯·杜威·沃森发现了DNA的结构。